# Stictoptera melancholica
Stictoptera melancholica là một loài bướm đêm trong họ Noctuidae.